# マンダ語
マンダ語（マンダご、Mandaic）は、イラクとイランの国境地帯に住むマンダ教徒の用いる典礼言語。アフロ・アジア語族のセム語派に属するアラム語に起源を持つ言語のひとつである。現代マンダ語は話し言葉としても使われるが、話者数は2003年の段階で100-200人であり、重大な危機にある言語とされる。

## 概要
マンダ教徒はパレスチナからやってきたと考えられているが、マンダ語は後期アラム語（西暦200年以降のアラム語）のうち東部の南メソポタミア（バビロニア）方言の特徴を持つ。
マンダ語はアラム文字から発展したマンダ文字で記されるが、いつどのように発達したかは充分な資料がないために明らかでない。
現代マンダ語はイラク・イラン国境のシャットゥルアラブ川一帯で話される言語であり、ほかの現代東アラム語の話される地域に対して南東に離れている。
2003年の段階でイラクとイランのマンダ教徒は4万から6万の人口があるとされるが、うちマンダ語の話者は100-200人に過ぎず、30歳未満の話者は存在しなかった。ただしマンダ教徒の数や話者数に関する確定的な統計は存在せず、これらの数字は推測によるものに過ぎない。

## 音声
現代マンダ語は中期アラム語で破裂音から発生した6つの摩擦音/f v θ ð x ɣ/を保っている。その一方で無声咽頭摩擦音 /ħ/ は h に合流し、有声咽頭摩擦音 /ʕ/ は消滅した。
母音はほかの現代東アラム語と同様、はり母音a e i o u /aː eː iː oː uː/ とゆるみ母音ă ĭ ŭ /æ ɪ ʊ/ を持つ。歴史的な二重母音 ay aw は /eː oː/ に合流した。例：beθa < bayṯā （家）。
強勢は後ろから2番目の音節に置かれる。

## 文法
名詞は男性と女性の2つの性、単数と複数の2つの数を持つ。男性単数は -a、複数は -ana/ani がつく。女性は語尾 -ta がつく。ほかの現代東アラム語と同様、少数の単語が不規則な複数形を持っている。
現代マンダ語では、ペルシア語から借用した不定を表す接尾辞 -i を使用する。例：găvra「男」- găvri「ある男」。
人称代名詞は3つの人称・2つの数・2つの性で異なる形を持つ。ほかの現代東アラム語同様、歴史的な三人称代名詞は指示代名詞に由来する形に置き換わっている。指示代名詞は近称と遠称を区別する。
動詞は能動態の3種類の語幹(peʿal, paʿʿel, afʿel)と受動態の1種類の語幹(eθpeʿel)を持っている。動詞は現在と過去の2つの時称のみを持つ。現在形は歴史的に分詞に由来する。過去は中期アラム語の完了形に由来し、ほかの現代東アラム語が分詞に由来する形を使用するのと大きく異なる。未完了形は現代マンダ語からも失われた。

## 関連文献
- Häberl, Charles G. (2009). The Neo-Mandaic Dialect of Khorramshahr. Harrassowitz. doi:10.7282/T3QF8R7C. ISBN 9783447058742（イランのホッラムシャフルで話される現代マンダ語方言の記述。）
- Macuch, Rudolf (1965). Handbook of Classical and Modern Mandaic. De Gruyter. ISBN 3110002612（現代マンダ語に関する最初の言語学的記述。イランのアフヴァーズ方言を扱う。）